# 红参

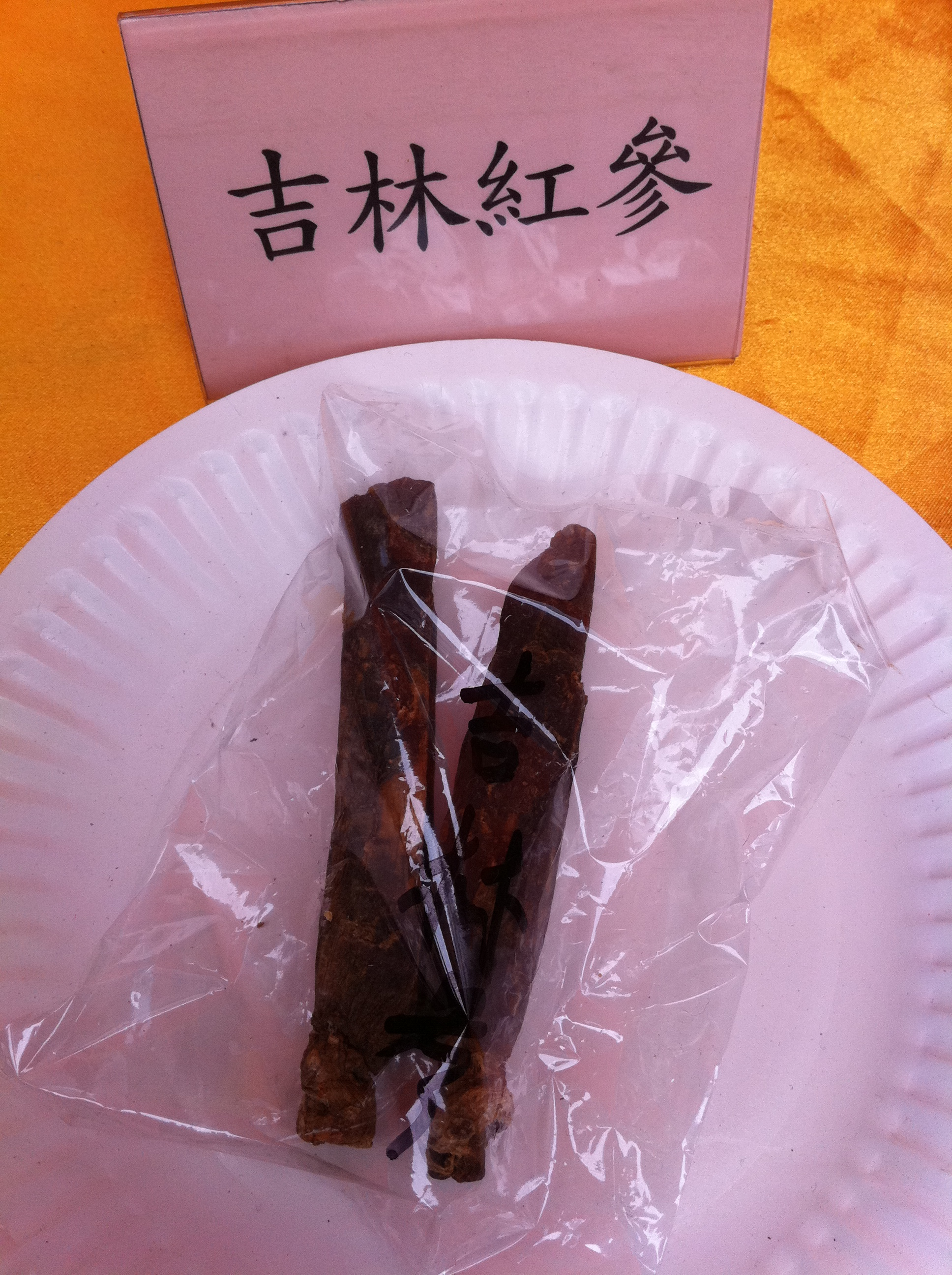
紅蔘

红参是五加科植物人参Panax.r ginseng C.A.Mey.的栽培品经蒸制后的干燥根和根茎。其味甘、微苦，性温，具有大补元气、复脉固脱、益气摄血的功效，可用于治疗体虚欲脱，肢冷脉微，气不摄血，崩漏下血。其主要的活性成分为人参皂苷，如人参皂苷Rg1、人参皂苷Re、人参皂苷Rb1。

## 药材性状
红参形如人参，表面半透明，为红棕色，偶有不透明的暗黄色斑块，具纵沟、皱纹及细根痕；上部有断续的不明显环纹；下部有2～3条扭曲交叉的支根，并带弯曲的须根或仅具须根残迹。根茎（俗称“芦头”）长1～2cm，上有数个凹窝状茎痕（俗称“芦碗”），有的带有1～2条完整或折断的不定根（俗称“艼”）。角质样，断面平坦。气微香而特异，味甘，微苦。

## 加工方法
取新鲜人参，洗净，蒸2到3小时，至表面红棕色，干燥。服用时蒸软或者润透，切成薄片。或直接粉碎、碾捣成末。

## 使用注意
不宜与藜芦、五灵脂同用。

## 外部連結
- 紅參 中藥材圖像數據庫  (香港浸會大學中醫藥學院) （中文）（英文）